# Izquierda Unida (partido político de Chile)

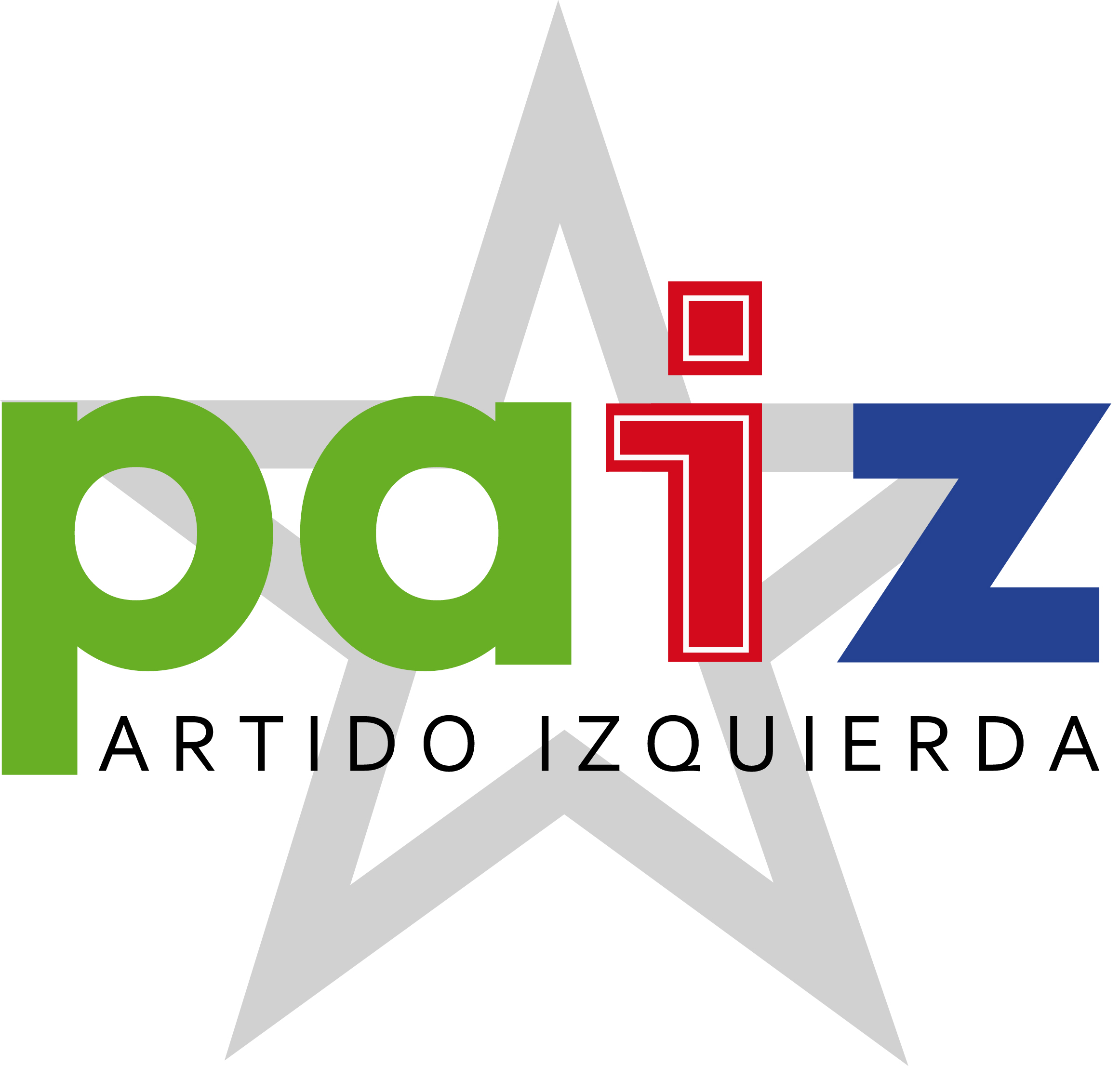
Logotipo del Partido de Izquierda (PAIZ)

Izquierda Unida (IU) fue un partido político de izquierda chileno. Surgió en 2013 como una unión entre el Partido de Izquierda, PAIS (fundado el 28 de noviembre de 2009) y sectores disidentes del Movimiento Amplio Social (MAS) que renunciaron por el apoyo del partido a la candidata de la Nueva Mayoría para las elecciones presidenciales de 2013, Michelle Bachelet.
Estuvo en proceso de inscripción como partido político ante el SERVEL de acuerdo a las estipulaciones de la Ley de Partidos Políticos hasta el 21 de diciembre de 2013, cuando la autoridad declaró su caducidad debido a la no presentación de afiliados en el plazo establecido. Junto con el Partido Humanista integró la coalición Todos a La Moneda que apoyó a la candidatura presidencial de Marcel Claude.
Se declaraba como un partido anticapitalista que "se nutre de las culturas políticas de izquierda, de la historia de las luchas de los pueblos originarios, del combate obrero y sindical, de los movimientos latinoamericanistas, estudiantiles, feministas, antirracistas, ecologistas, laicos, racionalistas y democráticos". Consideró la realización de una Asamblea Constituyente como una condición necesaria para devolver a Chile su condición de República democrática y al pueblo su calidad de soberano, recogiendo con ello la definición histórica del concepto de izquierda.
Su presidente fue en un comienzo el politólogo Salvador Muñoz Kochansky, quien se retiró del partido a poco tiempo de haber sido nombrado.
En 2014, exintegrantes del PAIZ se unieron en la Convergencia de Izquierdas, organización que a fines de 2016 terminó por integrarse al Movimiento Autonomista.

## Comisión Política
Además de la Presidencia y la Vicepresidencia, su Comisión Política la constituían los equipos de: relaciones políticas, relaciones internacionales, dirección nacional estudiantil, formación política, finanzas y trabajo territorial.

## Ideología
El Partido de Izquierda, plantea que la realidad del Chile actual no puede ser entendida sino se la analiza desde la dictadura cívico-militar de Augusto Pinochet y los consecuentes veinte años de transición de gobiernos de la Concertación.
Según estos Chile estaría bajo una matriz de dominación que descansaría no solo en el control de los medios de producción y la administración de recursos financieros sino que, fundamentalmente, en un sistema de dominación cultural que serviría como elemento legitimador en términos ideológicos y de un sistema de dominación político que serviría como candado institucional. Todo esto habría permitido que el país se mantuviera hasta hoy en un régimen de acumulación capitalista neoliberal y con las institucionalidades creadas en dictadura.
En su manifiesto fundacional el Partido de Izquierda declaró que “todos los contradictorios intereses que cruza nuestra sociedad [chile] se resumen en una contradicción principal: la que separa a los herederos asumidos del legado de la dictadura en los ámbitos institucional y económico de la inmensa mayoría del pueblo de Chile que paga la consecuencias”. Es por ello que este partido formula la necesidad de una Asamblea Constituyente como única política posible para romper con la matriz de dominación y devolver a Chile su carácter de República democrática y al pueblo su calidad de único soberano.

### Opinión sobre la asamblea constituyente
El partido considera que "la asamblea constituyente debe ser, junto a la transformación del modelo económico, el eje fundamental de un proyecto de izquierda para el Chile actual"
En este plano, defiende una asamblea constituyente originaria y rechaza de forma innegociable cualquier posibilidad de otro mecanismo como, por ejemplo, el de una asamblea constituyente derivada o la constitución de una comisión de expertos para la reforma constitucional.
Asimismo, considera que una asamblea constituyente será democrática si y solo si abre la posibilidad de competencia en igualdad de condiciones por cupos de asambleístas a representantes sindicales y de organizaciones ciudadanas no constituidas al amparo de la ley de partido políticos.
En ese mismo sentido, su presidente Salvador Muñoz ha expresado que:

no debe existir ningún lazo de dependencia entre la institucionalidad democrática de mañana respecto de la autocracia de hoy. Sus normativas deberán ser superiores e independientes a todo poder establecido, y sus acuerdos se alcanzarán por la mayoría absoluta de los delegados constituyentes"(¿Qué Asamblea Constituyente? - en Revista de Opinión La Izquierda).

En su Asamblea Nacional realizada en noviembre de 2011, los militantes del partido resolvieron que una asamblea constituyente debe ser de carácter originaria, sin condicionamiento de la actual institucionalidad y, con un sistema electoral proporcional para la elección de los constituyentes.